# هلن ساهاکیان
هلن ساهاکیان (انگلیسی: Helen Anahid Sahagian زاده ۱۹۲۰ - درگذشته ۲۸ مارس ۲۰۱۳) یک مؤلف، نویسنده و تاریخ‌نگار اهل ارمنی‌های آمریکا بود.
وی از دانشگاه کلمبیا فارغ‌التحصیل گشت.